# Neoneuromus tonkinensis
Neoneuromus tonkinensis är en insektsart som först beskrevs av Herman Willem van der Weele 1907.
Neoneuromus tonkinensis ingår i släktet Neoneuromus och familjen Corydalidae. Inga underarter finns listade i Catalogue of Life.